# Червоний Берег (станція)
Червóний Бе́рег (біл. Кра́сны Бе́раг) — проміжна залізнична станція 4-го класу Гомельського відділення Білоруської залізниці на  електрифікованій магістральній лінії Гомель — Мінськ між зупинними пунктами Казимирове (6,4 км) та Данилів Міст (4,8 км).
Розташований у однойменному селищі Червоний Берег Мінської області.
До станції примикає під'їзна колія до військової частини. Під'їзна колія, що належала крахмало-патоковому заводу у 2018 році демонтована. В основному переважають наливні вантажі.

## Історія
Станція Червоний Берег відкрита 1873 року під час будівництва Лібаво-Роменської залізниці. 16 (28) листопада 1873 року перший поїзд пройшов через станцію Червоний Берег з Мінська до Гомеля. Будівля вокзалу (1873 року побудови) у 1950—1970-х роках була своєрідною «Меккою» для місцевих мешканців. Ліва сторона була відведена для пасажирів, права — службова. При вході кожен пасажир через маленький тамбур потрапляв у відносно великий зал чекання. У лівому кутку пасажирського залу стояв питний фонтанчик з водою. З правого боку цього залу виступала половина круглої печі, друга половина опалювала кабінет начальника станції. На протилежній стіні від входу височили стенди з розкладом руху поїздів по станції і вартістю проїзду до найважливіших станцій Радянського Союзу (до Москви, Санкт-Петербургу, Мінська, Риги, Вільнюса, Києва, Харкова, Сімферополя тощо). Ціни тоді були стабільними і не змінювалися роками. Наприклад, вартість проїзду у пасажирському поїзді до Гомеля коштувала 1 рубль 90 копійок.
Праворуч від стендів знаходилась транспортна контора. З лівої сторони зали чекання знаходився буфет, який був найвідвідуваємим місцем у Червоному Березі. На початку 1970-х років буфет припинив роботу.
З правої сторони вокзалу розташовані квиткові каси. Перші залізничні квитки були зроблені з жерсті і в народі називалися жетонами або «бляшанками». Використовувалися вони багаторазово: їх купували на вокзалах, пред'являли при посадці у поїзд, а при виході на станції прибуття здавали кондуктору. Пізніше з'явилися квитки-купони, на яких можна побачити час і дату відправлення поїзда. Такі квитки компостували на касовому пристрої. У «години пік» касирка не встигала швидко прокомпостувати кожен квиток і черга розтягувалася через весь зал чекання до входу у вокзал.
Зліва від віконця квиткової каси був запасний вихід. Довгий коридор його був місцем зустрічі для молоді Червоного Берега. Праворуч від віконця квиткової каси розташовувався кабінет начальника станції Червоний Берег. Найбільше цю посаду (з 1952 по 1986 роки) займав Савчиця Микола Григорович (1922—1986). У правій стороні вокзалу знаходилося приміщення чергового вокзалу. На пероні, на стіні вокзалу, поруч з виходом на платформу, був встановлений мідний дзвін, боєм якого черговий оголошував прибуття пасажирського поїзда на станцію. Для проміжної станції Червоний Берег процедура зустрічі і відправлення пасажирського поїзда була вельми складною. Щоб зустріти поїзд, треба було дати один удар у дзвін — перший дзвін означав прибуття поїзда, через три хвилини два удари — другий дзвін — приготуватися пасажирам зайняти свої місця у поїзді, і перед відправленням поїзда — третій дзвін, за яким після свистка кондуктора, гудка паровоза, поїзд відправлявся від станції. Лунали станційні дзвони не один десяток років,  дзвін їх остаточно зник лише на початку 1960-х років.
У задній частині з правого боку вокзалу розташовувався «Червоний куток» або «Ленінська кімната» (як тільки його не називали, простіше — кімната відпочинку для залізничників). Два рази на тиждень сюди з Бобруйська в алюмінієвих ящиках привозили хліб для залізничників. Смачні білі «сайки» часто діставалися не тільки їм, залишений свіжий хліб продавали також іншим мешканцям Червоного Берега.
Станція Червоний Берег була великим роз'їздом для вантажних і пасажирських поїздів. Військові дії Першої світової війни викликали значне зростання військових перевезень, що вимагало вжити заходів з укладання другої головної залізничної колії на дільниці Мінськ — Жлобин. Ці роботи були завершені у 1915 році, що дало змогу відкрити двоколійний рух по телеграфному способу. Війна у 1918 році з німцями, а впродовж 1919—1920 років з білополяками завдала значної шкоди залізниці, яка була розібрана для ремонту найбільш важливих шляхів стратегічного плану. До 1930 року на дільниці Мінськ — Жлобин відновлено укладання другої головної колії.
На станції Червоний Берег під час Другої світової війни відбулася унікальна операція зі знищення німецького складу з отруйними речовинами, який після невеликої зупинки на станції готувався до відправки на Курську дугу.
Місцевий мешканець Григорій Науменко, зв'язковий партизанського загону, який працював електриком на станції Червоний Берег, дізнався, що у залізничному тупику крохмального заводу, зберігався дуже підозрілий состав поїзда. Вікна всіх вагонів, за винятком того, в якому розташовувалася охорона, закриті чорною матерією. На початку і наприкінці составу поїзда на відкритих платформах встановлені великокаліберні зенітні кулемети. Охоронці були екіпіровані автоматами та протигазами. Близько біля вагонів не було нікого, навіть німців, до состава поїзда охоронці нікого не підпускали. В ніч на  6 червня 1943 року командир диверсійної групи Григорій Ігнатов з Миколою Росликом, Сергієм Храповим, Олексієм Плетньовим, Іваном Дашковським, Миколою Черевцем та Федором Говоровим відправили під укіс состав поїзда з отруйними речовинами на перегоні Червоний Берег — Малевичі. Григорій Науменко працював на місці аварії, роздобув пару балонів з отруйними речовинами і передав їх до партизанського загону. 7 липня 1943 року з партизанського аеродрому трофеї вирушили до Мінська. Через кілька днів «Центр» отримав речові докази намірів гітлерівців застосувати отруйні речовини на радянсько-німецькому фронті. На все про все знадобився місяць. Про хімічну начинку трофеїв підірваного ешелону доповіли Йосипу Сталіну. Після цього відбулася його бесіда з Вінстоном Черчиллем. За розвідувальними данними саме тоді Англія попередила Німеччину, що якщо Гітлер використає хімічну зброю на Східному фронті, то Англія застосує її проти Німеччини. Після цього «хімічні» плани фашистів на території СРСР не здійснилися. Таким чином, операція між селами Червоний Берег та Малевичі, можливо, змінила ставлення до хімічної зброї під час Другої світової війни. Про цю подію, у 1983 році, був знятий художній фільм «Біля небезпечної межі». У 1984 році фільм отримав приз і почесний диплом міста Мартін на кінофестивалі робочих в чехословацькому місті Готвальдов. Проте, у картині не вказано, де відбувалися ці події.
Після Другої світової війни друга залізнична колія була знову демонтована. Тому на станції майже завжди простоювали вантажні поїзди. То вони пропускали пасажирські, то до паровозу заливали воду з великих гідрокранів, то сортували вагони для крохмале-патокового заводу та військової частини.
Маневруючим локомотивом на станції був мотовоз, головними машиністами якого були Морозевич, Кравець та Лагутін. За допомогою мотовозів здійснювалися усі переміщення вантажних вагонів по станції.
По обидва боки від залізничного вокзалу знаходилися будки чергових стрілочників. Ще у 1873 році опубліковано МПС «Положення про сигнали». Вхідні та вихідні семафори мали щоглу 8 м і повинні бути видні з поїзда за 200 сажнів. Дозволяючим показанням семафора вважалося крило, яке підняте вертикально вгору або під кутом 45°. Якщо колія була зайнята, стрілки знаходилися перпендикулярно щоглі.
На жлобинському напрямку знаходився великий склад-пакгауз. Восени він перебував у центрі уваги. Уся заготівля картоплі, яблук та іншої сільськогосподарської продукції надходила до цього пакгаузу.
1978 року на дільниці залізниці від Бобруйська до Гомеля почалися масштабні перетворення. Було прийнято рішення прокласти другу залізничну колію. Уздовж залізничної лінії, яка вела до крахмало-патокового заводу, було побудоване військове містечко, де у наметах жили воїни-залізничники. Перед ними стояли завдання з облаштування нового полотна залізниці, будівництво залізничного моста через річку Добосна, нового залізничного вокзалу. Відповідно на станції збільшилася кількість колій — їх стало п'ять. Під час цих перетворень зникли багато знакових споруд для Червоного Берега. Мається на увазі два найголовніших — залізничний вокзал та склад-пакгауз.
Дерев'яний залізничний вокзал споруди 1873 року, який бачив проїзд імператора Миколи I, всеросійського старости Михайла Калініна та й багато інших відомих особистостей, через 115 років був розібраний. Пакгауз також у 1979 році був розібраний. Його знесли тому, що він заважав прокладанню додаткової 5-ї колії. У Червоному Березі могли бути збережені ще дві цікаві музейні будівлі на додаток до панського маєтку XIX століття. Зникли ще два склади, водонапірна вежа, другий залізничний переїзд. Зникло найголовніше — аура старенького, дуже затишного вокзалу. Замість нього з'явився новий оригінальний залізничний вокзал, який нагадував корабель, що пливе у повітряному океані, але він проіснував нетривалий час. Побудований воїнами-залізничниками, в основному вихідцями з Середньої Азії, він почав розвалюватися через пару десятків років. 2005 року відбулася реконструкція і з'явився оновлена будівля вокзалу.
Поруч із залізничною станцією Червоний Берег (за 20 м) збереглася будівля 1872 року побудови, що зведена у свій час для потреб працівників та господарства станції. Робітники при ремонті будинку у 1955 році особисто бачили заставний брус з датою будівництва.
Електрифікація станції
Від станції Червоний Берег починається Гомельське відділення Білоруської залізниці.
16 (28) листопада 1873 року перший поїзд пройшов через станцію Червоний Берег з Мінська до Гомеля, а через 140 років, 29 вересня 2013 року, перший електропоїзд в історії Гомельської області прибув з Мінська на станцію Червоний Берег.
Перетворення пов'язані з електрифікацією дільниці Бобруйськ — Жлобин, торкнулися і станції Червоний Берег. Капітально відремонтовані острівна платформа і перон, замінена система освітлення, оновлено фасад будівлі вокзалу станції та зал чекання для пасажирів, з'явилася нова світлодіодна вивіска, упорядкована територія: покладена нова плитка, облаштований газон. Відремонтована котельня, встановлені два нових котла. Відбулася реконструкція поста ЕЦ і модернізація обладнання, впроваджена сучасна мікропроцесорна централізація. Старий пульт чергового станції замінено на комп'ютерний. У підготовці до електрифікації брали участь багато колективів Білорусі:
- працівники Могильовської дистанції захисних насаджень при вирубці дерев, які загрожують безпеці руху, найбільший обсяг робіт виконали на перегоні Червоний Берег — Жлобин-Західний, на якому ліквідували понад 900 небезпечних об'єктів. Масштабне прибирання бур'янів та чагарників здійснено на ділянці Червоний Берег — Телуша (100 га) та Червоний Берег — Жлобин-Західний (близько 60 га);
- збірні бригади з усіх дистанцій електропостачання виконували роботи з електрифікації на дільниці Телуша — Червоний Берег — Жлобин. Одночасно на дільниці Бобруйськ — Жлобин працювало до сотні працівників;
- бобруйські залізничники спільно з ПМС-117 реконструювали 3 та 4 колії на станції Червоний Берег;
- гомельська дистанція цивільних споруд на станції Червоний Берег на бічній платформі замінила блоки підпірної стіни, поклала покриття з тротуарних плит, капітально відремонтувала будівлю поста електричної централізації, реконструювала дві платформи і впорядкувала павільйони на зупинних пунктах Казимирове та Малевичі.

28 вересня 2013 року введена в експлуатацію електрифікована дільниця Осиповичі I — Жлобин, яку відкривав перший електропоїзд «Stadler» регіональних ліній ЕПр-004.
З 29 вересня 2013 року розпочався регулярний рух з Мінська електропоїздів ЕПр «Stadler» регіональних ліній бізнескласу до Жлобина. Час в дорозі від Мінська до Жлобина поїзд долає приблизно за 2 год. 40 хв.

## Пасажирське сполучення
На станції Червоний Берег зупиняються:
- поїзди регіональних ліній економкласу Жлобин — Осиповичі та Жлобин — Рабкор;
- поїзд міжрегіональних ліній бізнескласу Мінськ — Гомель;
- поїзди міжрегіональних ліній економкласу Гомель — Мінськ та Гомель — Гродно;
- поїзд регіональних ліній бізнескласу Мінськ — Свєтлогорськ-на-Березині.

За добу в середньому звідси вирушають майже 400 пасажирів. Завдяки АСУ «Експрес-3» досягнуто значне спрощення придбання проїних документів на міжнародні поїзди (раніше їх треба було замовляти у Жлобині). Доступна також послуга придбання проїзних документів через інтернет, з електронною реєстрацією.